# Парк (балет)
«Парк» (Le Parc) — одноактный танцевальный спектакль, созданный хореографом Анжеленом Прельжокажем по заказу Парижской оперы на музыку Вольфганга Амадея Моцарта и сербского композитора Горана Вейводы.
Премьера состоялась 9 апреля 1994 года в Париже, на сцене Опера Гарнье в исполнении артистов Парижской оперы. Главные партии исполнили этуали театра Изабель Герен и Лоран Илер, затем Элизабет Морен и Мануэль Легри.
В 1999 году была сделана видеозапись спектакля, получившая в том же году в Ницце премию Grand Prix International de Vidéo-Danse.
Премьера в Мариинском театре — 14 апреля 2011 года.